# 隆娜·弗兰克
隆娜·弗兰克（丹麥語：Lone Frank，1966年09月22日—）是一位丹麦科学记者和科普作家，在奥胡斯大学获得过神经生物学博士学位，作品有《我的美丽基因组：探索我们和我们基因的未来》（丹麦语版：Mit smukke genom. Historier fra genetikkens overdrev，2010年出版；英语版：My Beautiful Genome: Exposing Our Genetic Future, One Quirk at a Time，2011年出版）等。